# 野坂麻央
野坂 麻央（のさか まお、1964年5月13日 - ）は、日本の著作家、随筆家。宝塚歌劇団卒業生（元星組娘役）で、当時の芸名は花景 美妃（はなかげ みき）、愛称は「マーちゃん」「マオちゃん」。東京都杉並区生まれ、白百合学園出身。

## 来歴・人物
作家野坂昭如とシャンソン歌手、画廊運営者の野坂暘子（元宝塚娘役の藍葉子）夫妻の間に第一子として誕生する。妹の亜未（愛耀子）も元宝塚娘役である（姉の退団後に入団）。大の宝塚ファンの父と宝塚出身の母に連れられ、幼少時より親しむうち、自身も入団を熱望、研鑽を積み宝塚音楽学校に合格・入学する。
1984年、宝塚歌劇団70期として入団する（著名な同期に紫とも、大輝ゆう、詩乃優花、万里柚美、灯奈美ら）。初舞台は「風と共に去りぬ」。
研1（入団1年目）時の『歌劇』によれば、『ウエストサイド物語』のマリアを演りたいと発言した記録が残っている。星組に配属されたが、1986年7月30日、研3（入団3年目）で歌劇団を退団した。
退団後は本名で随筆など著述活動に進出、結婚など身辺の諸変化を挟み、無理のないペースで活動を続ける。

## 著書
- 麻央の宅急便（集英社・1991年）
- 父が口に出せないこと（青春出版社（プレイブックス）、1991年）
- 友達と恋人と（世界文化社、1992年）
- ふりふりヒラヒラ 元タカラジェンヌのいっぱい青春物語（扶桑社、1998年）

## 主なテレビ出演
- 大人の自由時間（BSイレブン）
- 日本が知りたい(TBS)
- 美術館探訪(NHK衛星第二)
- マオリッタ(QVC)

## 主な雑誌掲載
- 青春と読書
- 女性自身
- 猫の手帖
- Grazia
- Story
- 通販生活
- 新潮45
- 婦人公論  他